# Turó de les Alberedes
El Turó de les Alberedes és una muntanya de 557 metres que es troba al municipi de Vilanova de Sau, a la comarca d'Osona.